# Noora Kaisa Keränen
Noora Kaisa Keränen (* 17. Oktober 2001 in Luumäki, Südkarelien) ist eine finnische Biathletin. Sie startet seit 2023 im Weltcup.

## Sportliche Laufbahn
Kaisa Keränen gab ihr internationales Debüt bei den Jugendweltmeisterschaften 2018 im estnischen Otepää und verpasste an der Seite ihre Schwester Jenni sowie Heidi Nikkinen die Goldmedaille im Staffelbewerb nur haarscharf, nachdem Nikkinen im Fotofinish Elvira Öberg unterlegen war. Im Jahr darauf startete sie erneut bei der Jugend-WM und wurde 15. des Einzels, außerdem nahm sie am Europäischen Jugendfestival teil und gewann mit der Mixedstaffel die Bronzemedaille. Nach einem weiteren Jahr auf Juniorenebene gab die Finnin Anfang 2021 am Arber ihr IBU-Cup-Debüt, wo es mit der Single-Mixed-Staffel unter die besten zehn ging, auch an den Europameisterschaften nahm sie teil, bestritt dort aber nur die Mixedstaffel. Ihre ersten Ranglistenpunkte im IBU-Cup ergatterte Keränen im Winter 2021/22, in dessen Verlauf sie zweimal einen 26. Rang belegte. Eine weitere Medaille gewann sie als Dritte des Sprints bei den Junioreneuropameisterschaften hinter Selina Grotian und Chloé Bened, im Rahmen der Junioren-WM gelangen ihr drei Top-10-Platzierungen. Für die Saison 2022/23 wurde die Finnin zwar in den Nationalkader einberufen, musste das erste Trimester aber krankheitsbedingt auslassen. Mit Ausnahme zweier IBU-Cup-Wettkämpfe nahm sie nur an Junioren-EM und -WM teil, im März 2023 allerdings bekam sie beim Saisonfinale in Oslo erstmals einen Startplatz im Weltcup und schloss den Sprint auf Rang 90 ab.
Mit Beginn der Saison 2023/24 war Keränen erstmals Teil des regulären Weltcupkaders. Beim Auftakt in Östersund wurde sie im Einzel 64., zudem lief sie mit Olli Hiidensalo, Tero Seppälä und Erika Jänkä auf den zehnten Rang im Mixedbewerb. Beim Sprintwettkampf in der Lenzerheide gewann die Finnin nach einem Schießfehler als 40. ihren ersten Weltcuppunkt. Unterbieten konnte sie dieses Ergebnis in Antholz mit Rang 28 im Einzel; kurz zuvor gelang ihr außerdem ihr erster Podestplatz im IBU-Cup, indem sie an der Seite von Tuomas Harjula Rang drei im Single-Mixed-Rennen von Ridnaun erreichte. Im Winter 2024/25 lief Keränen fast durchgehend im IBU-Cup und stellte auf dieser Ebene im Rahmen der EM mit Platz 23 im Sprint ihr bestes Individualergebnis auf. Bei den Weltmeisterschaften ersetzte sie die erkrankte Venla Lehtonen im Staffelrennen und wurde 15., im letzten Trimester startete sie ohne nennenswerten Erfolg im Weltcup.

## Persönliches
Kaisa Keränen hat zwei ältere Schwestern, Maija und Jenni sind Zwillinge und waren vor allem auf Juniorenebene ebenfalls als Biathleten aktiv. Keränen studiert Öffentliches Recht an der Universität Ostfinnland in Joensuu.

## Statistiken

### Weltcupplatzierungen
Die Tabelle zeigt alle Platzierungen (je nach Austragungsjahr einschließlich Olympische Spiele und Weltmeisterschaften).
- 1.–3. Platz: Anzahl der Podiumsplatzierungen
- Top 10: Anzahl der Platzierungen unter den ersten zehn (einschließlich Podium)
- Punkteränge: Anzahl der Platzierungen innerhalb der Punkteränge (einschließlich Podium und Top 10)
- Starts: Anzahl gelaufener Rennen in der jeweiligen Disziplin
- Staffel: inklusive Mixed- und Single-Mixed-Staffeln

| Platzierung               | Einzel | Sprint | Verfolgung | Massenstart | Staffel | Gesamt |
| ------------------------- | ------ | ------ | ---------- | ----------- | ------- | ------ |
| 1. Platz                  |        |        |            |             |         |        |
| 2. Platz                  |        |        |            |             |         |        |
| 3. Platz                  |        |        |            |             |         |        |
| Top 10                    |        |        |            |             | 3       | 3      |
| Punkteränge               | 1      | 1      |            |             | 11      | 13     |
| Starts                    | 3      | 8      | 1          |             | 11      | 23     |
| Stand: Saisonende 2024/25 |        |        |            |             |         |        |

### Weltcupwertungen
Ergebnisse bei Weltcups (Disziplinen- und Gesamtweltcup) gemäß Punktesystem.
| Saison  | Einzel | Einzel | Sprint | Sprint | Verfolgung | Verfolgung | Massenstart | Massenstart | Gesamt | Gesamt |
| Saison  | Platz  | Punkte | Platz  | Punkte | Platz      | Punkte     | Platz       | Punkte      | Platz  | Punkte |
| ------- | ------ | ------ | ------ | ------ | ---------- | ---------- | ----------- | ----------- | ------ | ------ |
| 2023/24 | 55.    | 13     | 83.    | 1      | –          | –          | –           | –           | 80.    | 14     |

### Biathlon-Weltmeisterschaften
Ergebnisse bei den Weltmeisterschaften:
| Weltmeisterschaften | Weltmeisterschaften | Einzelwettbewerbe | Einzelwettbewerbe | Einzelwettbewerbe | Einzelwettbewerbe | Staffelwettbewerbe | Staffelwettbewerbe | Staffelwettbewerbe |
| Jahr                | Ort                 | Einzel            | Sprint            | Verfolgung        | Massenstart       | Damenstaffel       | Mixedstaffel       | S.-M.-Staffel      |
| ------------------- | ------------------- | ----------------- | ----------------- | ----------------- | ----------------- | ------------------ | ------------------ | ------------------ |
| 2024                | Nové Město          | 54.               | 59.               | 50.               | –                 | 17.                | –                  | –                  |
| 2025                | Lenzerheide         | –                 | –                 | –                 | –                 | 15.                | –                  | –                  |

### Jugend-/Juniorenweltmeisterschaften
Keränen nahm bis 2020 an den Jugend-, ab 2021 an den Juniorenwettkämpfen teil.
| Weltmeisterschaften | Weltmeisterschaften | Einzelwettbewerbe | Einzelwettbewerbe | Einzelwettbewerbe | Staffelwettbewerbe | Staffelwettbewerbe |
| Jahr                | Ort                 | Einzel            | Sprint            | Verfolgung        | Damenstaffel       | Mixedstaffel       |
| ------------------- | ------------------- | ----------------- | ----------------- | ----------------- | ------------------ | ------------------ |
| 2018                | Otepää              | 62.               | 24.               | 15.               | 2.                 | nicht ausgetragen  |
| 2019                | Osrblie             | 15.               | 56.               | 9.                | DNS                | nicht ausgetragen  |
| 2020                | Lenzerheide         | 48.               | 22.               | 12.               | 7.                 | nicht ausgetragen  |
| 2021                | Obertilliach        | 60.               | 56.               | 47.               | 14.                | nicht ausgetragen  |
| 2022                | Soldier Hollow      | 11.               | 9.                | 7.                | 9.                 | nicht ausgetragen  |
| 2023                | Schtschutschinsk    | DNS               | 30.               | 15.               | –                  | 10.                |